# Restless Records
Restless Records è una etichetta discografica statunitense fondata verso la fine degli anni ottanta da Joe Regis e William Hein. 
Nata come etichetta indipendente, ha pubblicato principalmente dischi di gruppi alternative/indie rock, tra i quali The Flaming Lips, They Might Be Giants, TSOL, Devo, Agent Orange, Death Angel, The Golden Palominos, Giant Sand e molti altri, oltre a gruppi dell'area metal e punk.
Nel 1992 la Restless ha acquisito il catalogo della Twin/Tone Records compresi dischi di gruppi come The Replacements, Soul Asylum, The Jayhawks ed altri, oltre ad aver pubblicato materiale della Mute Records.
Nel 2001 la Restless è stata acquistata dalla Rykodisc (acquisita a sua volta dal Warner Music Group nel 2006) dando vita per un breve periodo alla Rykodisc/Palm Pictures.
Attualmente la Restless Records continua ad operare come divisione della Rykodisc.

## Artisti/gruppi
- 45 Grave
- Agent Orange
- Band of Susans
- Lori Carson
- Crispin Glover
- Death Angel
- Devo
- Dead Milkmen
- Econoline Crush
- Elvis Hitler
- The Flaming Lips
- Forgotten Rebels
- Get Smart!
- Giant Sand
- The Golden Palominos
- The Johnsons
- Old Skull
- Indestroy
- Spain
- The Pandoras
- They Might Be Giants
- The Moog Cookbook
- TSOL
- Ironchrist
- The Vandals
- Wall of Voodoo
- Warren G
- Wipers
- The Zeros
- The Shivers
- You Am I